# Ginder Ale
Ginder Ale was een Belgisch bier van hoge gisting.
Het bier werd gebrouwen door AB InBev te Leuven.
Het is een amberkleurig streekbier, type Spéciale belge met een alcoholpercentage van 5,1%.

Het bier werd door de voormalige Brouwerij Martinas uit Merchtem in 1928 op de markt gebracht. In het begin werd de benaming Ginder-Ale gebruikt (met een koppelteken). In 1973 werd de brouwerij overgenomen door Brouwerij Artois en het merk kwam zo na verschillende fusies bij de groep AB InBev. Ginder Ale werd tot 1991 gebrouwen te Merchtem waarna de productie naar Leuven overgebracht werd. Het bier was voornamelijk te vinden in de streek van Merchtem.
In oktober 2020 werd de productie van Ginder Ale door AB InBev beëindigd.